# Serban-Dan Costa
Serban-Dan Costa (* 1955 in Oradea, Rumänien) ist ein rumänisch-deutscher Gynäkologe und Geburtshelfer.

## Leben
Serban-Dan Costa wurde 1955 in Oradea (deutsch: Großwardein) in Siebenbürgen geboren. Seine Schulzeit verbrachte er 1962 bis 1966 an der Grundschule und 1966 bis 1974 am Gymnasium Liceul de Culturã Generalã Nr. 2 in Oradea. Von 1975 bis 1977 besuchte Costa dann das Gymnasium Goethe-Schule in Neu-Isenburg/Hessen. Nach dem Abitur, welches er mit der Note 1,6 abschloss, studierte Serban-Dan Costa von 1977 bis 1984 an der Johann Wolfgang Goethe-Universität Frankfurt am Main Medizin. Sein Praktisches Jahr (PJ) im Fach Innere Medizin absolvierte er 1983/84 mit Unterstützung eines DAAD-Stipendiums an der University of Florida Medical School in den USA. Die Fächer Chirurgie und Urologie leistete er am Stadtkrankenhaus Höchst am Main. 
Nach dem Staatsexamen nahm Costa 1984 eine Tätigkeit als wissenschaftlicher Assistent am Zentrum für Lehre und Forschung des Kantonsspitals Basel der Universität Basel auf. 1985 wurde er an der Universität Frankfurt mit der Dissertation Wirkungen von Methylphenidat bei hyperkinetischen Kindern mit minimaler cerebraler Dysfunktion - physiologische und biochemische Aspekte. unter dem Pharmakologen Dieter Palm mit dem Prädikat magna cum laude promoviert. Von 1986 bis 1987 arbeitete Costa als Assistenzarzt am Departement für Chirurgie des Kantonsspitals Basel, bevor er 1987 an die Universitäts-Frauenklinik der Ruprecht-Karls-Universität Heidelberg wechselte. Dort absolvierte er seine Facharztweiterbildung in Gynäkologie und Geburtshilfe, die er im Mai 1993 abschloss. Im Juli gleichen Jahres wurde er zum Oberarzt der Klinik ernannt. Zwei Jahre später, im Juli 1995, wechselte Costa als Oberarzt an die Frankfurter Universitätsfrauenklinik. Am 15. Januar 1998 habilitierte er sich im Fach Frauenheilkunde und Geburtshilfe am Fachbereich Humanmedizin der Universität Frankfurt mit der Arbeit Zyklin D1, zyklinabhängige Kinasen (p16, p21,p27) und Tumorsuppressorgen p53 bei primären Mammakarzinomen - Wachstumsregulation und Prognose. Im gleichen Jahr wurde er zum Geschäftsführenden Oberarzt am Zentrum der Frauenheilkunde und Geburtshilfe, im Dezember 1999 zum Leitenden Oberarzt und Stellvertretenden Direktor ernannt. Diese Funktionen hatte Serban-Dan Costa bis März 2002 inne.
Im April 2002 wechselte er als Leitender Oberarzt und designierter Chefarztnachfolger an das Markus-Krankenhaus in Frankfurt am Main. Dort schloss er im Juni 2002 die Fakultative Weiterbildung Operative Gynäkologie ab. Im Januar 2004 wechselte Costa dann als Ärztlicher Direktor und Chefarzt der Frauenklinik an die Fachklinik für Onkologie Bad Trissl in Oberaudorf. Dort traf er auf Joachim Bischoff, der seit Mai 1995 dort, zunächst als Oberarzt der gynäkologischen Abteilung, später als Ärztlicher Leiter und Chefarzt der Abteilung für onkologische Rehabilitation, bis 2005 an der Einrichtung tätig war.
Nach Emeritierung von Wolfgang Weise im Jahr 2004 wurde Serban-Dan Costa zu seinem Nachfolger berufen und im November 2004 mit der Leitung der Universitätsfrauenklinik an der Otto-von-Guericke-Universität Magdeburg betraut. Joachim Bischoff folgte ihm im Juli 2005 als Geschäftsführender Oberarzt nach Magdeburg. Die Leitung der Gynäkologie der Klinik Bad Trissl übernahm Gunther Bastert.
Serban-Dan Costa ist sportlich aktiv als Wasserballer, spielte zeitweilig in der Deutschen Wasserball-Liga, ist Mitglied im Präsidium und war Präsident der Wasserball Union Magdeburg.
Costa ist verheiratet und hat einen Sohn.

## Schriften (Auswahl)
- Serban-Dan Costa: Wirkungen von Methylphenidat bei hyperkinetischen Kindern mit minimaler cerebraler Dysfunktion - physiologische und biochemische Aspekte. Dissertation, Johann Wolfgang Goethe-Universität Frankfurt am Main, 1985
- Serban-Dan Costa: Zyklin D1, zyklinabhängige Kinasen (p16, p21,p27) und Tumorsuppressorgen p53 bei primären Mammakarzinomen - Wachstumsregulation und Prognose. Habilitationsschrift, Johann Wolfgang Goethe-Universität Frankfurt am Main, 1998
- Kerstin Wollschlaeger, E.-M. Grischke, Gunther Bastert, Serban-Dan Costa: Therapie des Mammakarzinoms. In: Onkologie. ecomed, Landsberg/Lech 2006, S. 1–41, ISBN 3-609-76300-0
- Kathrin Wohlfarth, Serban-Dan Costa: Kodierleitfaden Gynäkologie und Geburtshilfe - Version 2008. Schüling, Münster 2008, ISBN 978-3-86523-092-8
- Gerhard Jorch, Serban-Dan Costa: Geburtstraumatische Schädigungen. In: Neonatologie. Thieme, Stuttgart 2010, ISBN 978-3-13-146071-4, S. 56–69
- Manfred Kaufmann, Serban-Dan Costa, Anton Scharl: Die Gynäkologie. Springer, 3. Auflage, Berlin 2013, ISBN 978-3-642-20922-2
- Joachim Bischoff, Serban-Dan Costa: Nanotechnologie beim Mammakarzinom - Grundlagen und aktuelle Perspektiven. Uni-Med, Bremen 2013, ISBN 978-3-8374-2252-8 *

## Ehrungen
- 10. Oktober 1997 - Ehrendoktorwürde der Medizinischen und Pharmazeutischen Universität Victor Babeș Timișoara (Rumänien)
- 5. August 2009 - Gastprofessur für Gynäkologie und Geburtshilfe an der Medizinischen Fakultät der Universität Novi Sad (Serbien)
- Mitglied in zahlreichen nationalen und internationalen Fachgesellschaften
- Mitglied der Leitkommission der Studiengruppe German Breast Group (GBG)
- Mitglied des Editorial Boards des Journal of Clinical Oncology (offizielles Organ der American Society of Clinical Oncology (ASCO))